# Ten Thousand Saints
Ten Thousand Saints (bra Drama em Família) é um filme norte-americano de 2015, do gênero comédia dramático-musical, escrito e dirigido por Shari Springer Berman e Robert Pulcini, baseados no romance homônimo de Eleanor Henderson.
Estreou em 23 de janeiro de 2015, no Festival Sundance de Cinema. Em 14 de agosto, foi lançado em vídeo on-demand, com tiragem limitada, pela Screen Media Films.

## Elenco
- Asa Butterfield como Jude Keffy-Horn, um adolescente que está tentando se reconectar com seu pai depois que seu melhor amigo (Teddy) morre de uma overdose de drogas. Faz amizade com um grupo de amigos que são antidrogas, antissexo, antiálcool e fãs de rock e punk.
- Avan Jogia como Teddy, melhor amigo de Jude que morre devido a uma overdose de drogas. É o pai do filho de Eliza.
- Hailee Steinfeld como Eliza, uma garota de 16 anos que está grávida de Teddy. É o interesse amoroso de Jude. Sua mãe, Di, está namorando o pai de Jude, Les.
- Ethan Hawke como Les, o pai de Jude. É um narcotraficante que está tentando se reconectar com seu filho e lidar com seus problemas
- Emile Hirsch como Johnny, meio-irmão de Teddy, que vira amigo de Jude depois que ele se muda para Manhattan.
- Julianne Nicholson como Harriet, mãe adotiva de Jude. Mora em Vermont.
- Emily Mortimer como Di, a mãe de Eliza. É bailarina e namorada de Les.
- Jeff O'Donnell como Tory Ventura, atleta de futebol, traficante de drogas que ameaça Jude.
- Nadia Alexander como Prudence, irmã de Jude. Mora em Vermont.
- Claudio Encarnacion Montero como Larry, o vizinho de Jude.